# Sankt Georgen am Ybbsfelde
Sankt Georgen am Ybbsfelde  är en ort och kommun  i Österrike. Den ligger i distriktet Amstetten i förbundslandet Niederösterreich, 110 km väster om huvudstaden Wien. 
Kommunen består av sex orter (Ortschaften) (inom parentes invånarantal 1 januari 2024):

- Hart (474)
- Hermannsdorf (261)
- Krahof (341)
- Leutzmannsdorf (287)
- Matzendorf (163)
- St. Georgen am Ybbsfelde (1 312)